# Doug Moffatt
Douglas „Doug“ Moffatt (* 28. Juni 1964 in Calgary, Alberta) ist ein ehemaliger deutsch-kanadischer Eishockeyspieler.

## Werdegang
Der Stürmer Doug Moffatt begann seine Karriere in der Saison 1981/82 bei den Calgary Spurs in der Alberta Junior Hockey League. Von 1982 bis 1985 spielte Moffatt für die Calgary Wranglers in der Western Hockey League, eine der drei höchsten Juniorenligen in Kanada. In seinem letzten Juniorenjahr machte er mit 62 Toren in 71 Spielen auf sich aufmerksam. Er wurde Profi und spielte in der Saison 1985/86 für die Salt Lake Golden Eagles und die Indianapolis Checkers in der International Hockey League. 
Im Sommer 1986 wechselte Doug Moffatt nach Deutschland zum SV Bayreuth in die 2. Bundesliga Süd und belegte mit 40 Saisontoren Platz fünf der Scorerwertung. Nach zwei Jahren in Bayreuth wechselte Moffatt zur Saison 1988/89 zum Ligarivalen EV Füssen, blieb dort allerdings ohne Einsatz. In der Saison 1989/90 spielte Moffatt zunächst für den ERC Westfalen Dortmund in der 2. Bundesliga Nord. Während der Saison mussten die Westfalen den Spielbetrieb einstellen und Moffatt wechselte zum TuS Geretsried in die Oberliga Süd.
Zur Saison 1990/91 kehrte Moffatt nach Nordrhein-Westfalen zurück und spielte für den ESC Ahaus in der Oberliga Nord. Am Saisonende wurde der ESC Ahaus aufgelöst, nachdem die Eishalle schließen musste. Moffatt wechselte daraufhin zum Ligarivalen EC Dorsten. Dieser Verein zog im Sommer 1992 seine Mannschaft freiwillig aus der Oberliga zurück und ging in die NRW-Liga hinunter. 1993 gelang der Aufstieg in die Regionalliga Nord, ehe der Verein am Ende der Saison 1993/94 nach zweimaligen Nichtantreten vom Spielbetrieb ausgeschlossen wurde.
Nach einem einjährigen Intermezzo beim SC Solingen in der 2. Liga Nord kehrte Moffatt 1995 zum EC Dorsten zurück. Drei Jahre später wechselte er zum Herforder EC, wo er in der Saison 1999/2000 zunächst Meister der Regionalliga NRW wurde und anschließend in die Oberliga Nord aufstieg. Nach nur einer Saison in der dritthöchsten Spielklasse zog der Verein seine Mannschaft aus finanziellen Gründen zurück. Moffatt blieb in Herford, bis der Verein am 31. Dezember 2003 wegen Insolvenz aufgelöst wurde. Anschließend ließ Moffatt seine Karriere beim EC Dorsten ausklingen.